# フリーマン・フリーマン＝トーマス (初代ウィリングドン侯爵)
初代ウィリングドン侯爵フリーマン・フリーマン＝トーマス（英語: Freeman Freeman-Thomas, 1st Marquess of Willingdon, PC GCSI GCMG GCIE GBE、1866年9月12日 – 1941年8月12日）は、イギリスの政治家、貴族。
1931年から1936年にかけてインド総督を務め、反英運動を徹底的に弾圧した。

## 経歴

### インド総督就任まで

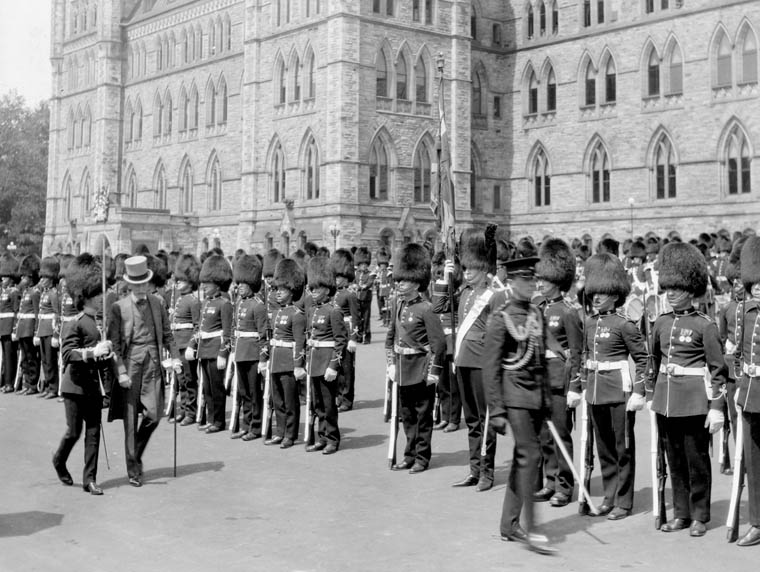
カナダ総督時代の1927年、総督近衛隊を閲兵するウィリングドン卿。

1866年9月12日にフリーマン・トーマスとその夫人マーベル（初代ハンプデン子爵ヘンリー・ブランドの娘）の間の長男として生まれる。生誕時の家名はトーマスだけだった。
イートン校を経てケンブリッジ大学トリニティ・カレッジへ進学。
1892年に初代ブラッシー男爵トーマス・ブラッシーの娘マリー・アデレードと結婚。同年家名をフリーマン＝トーマスに変更した。
1897年から1900年にかけて当時ヴィクトリア総督を務めていた義父ブラッシー卿の副官を務める。
1900年から1906年までハスティングス選挙区、1906年から1910年までボドミン選挙区から選出されて庶民院議員を務めた。
1905年には下級大蔵卿（Junior Lord of the Treasury）に就任。
1910年7月20日にウィリングドン男爵に叙されて貴族院議員に列した。
1911年から1913年にかけては国王ジョージ5世の侍従（Lord-in-Waiting）を務める。ジョージ5世とテニス仲間として親密な関係を築いた。
ジョージ5世の推挙により、1913年から1918年にかけてはインドのボンベイ総督、1919年から1924年にかけてはインドのマドラス総督を務める。ウィリングドン卿はこの頃からインド自治運動に否定的であり、1921年に導入された州自治の両頭制を嫌悪していた。しかしマドラスでは非インド国民会議系の正義党が政権を握っていたので彼の統治は安泰だった。
1924年6月にウィリングドン子爵に叙される。1926年10月から1931年4月にかけてはカナダ総督を務めた。1931年2月にはウィリングドン伯爵に叙される。

### インド総督

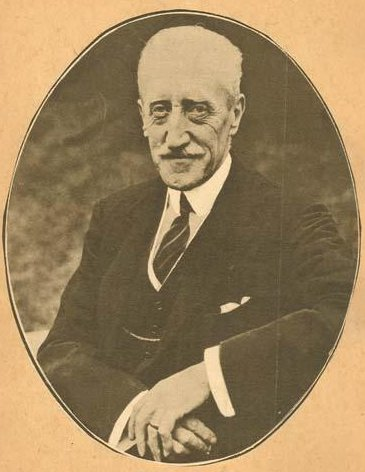
晩年のウィリングドン卿

1931年4月、アーウィン卿に代わってインド総督に就任した。時の英国首相マクドナルドは国王ジョージ5世に労働党系の貴族を新総督として推挙していたが、ジョージ5世はそれに難色を示し、国王の独断でウィリングドン卿が任命されたという経緯だった。
総督就任時65歳であり、コーンウォリス卿以来の高齢総督だった。前総督アーウィン卿がインド人の反英運動に宥和的だったのと対照的にウィリングドン卿は恐怖による支配を志向し、ロンドンでの円卓会議決裂後にはじまった第二次不服従運動を徹底的に弾圧した。3カ月間だけでガンジーはじめ4万人以上のインド人が政治犯として大量投獄された。
ベンガルで激化していた反英テロ活動もアイルランド反英テロ運動鎮圧で功績をあげたジョン・アンダーソンをベンガル総督（Governor of Bengal）に登用することで徹底的に鎮圧した。
ガンジーとインド国民会議を嫌悪していた。ガンジーについて「聖人と陰謀家の2つの顔を併せ持つ二重人格者」と評しており、一度も会見には応じなかった。
1936年4月に退任した。

### 総督退任後
1936年5月にウィリングドン侯爵に叙された。1936年から1941年にかけて五港長官を務める。1941年8月12日にロンドンで死去した。

## 栄典

### 爵位
- 1910年、初代ウィリングドン男爵（連合王国貴族爵位）[10]
- 1924年、初代ウィリングドン子爵（連合王国貴族爵位）[11]
- 1931年、初代ウィリングドン伯爵、初代ラテンドン子爵（連合王国貴族爵位）[12]
- 1936年、初代ウィリングドン侯爵（連合王国貴族爵位）[3]

### 勲章
- 1913年、インド帝国勲章ナイト・グランド・コマンダー（GCIE） [5]
- 1917年、スター・オブ・インディア勲章ナイト・グランド・コマンダー（GCSI）[5]
- 1917年、大英帝国勲章ナイト・グランド・クロス（GBE）[5]
- 1926年、聖マイケル・聖ジョージ勲章ナイト・グランド・クロス（GCMG）[5]

### その他
- 1931年、枢密顧問官[5]

## 家族
1892年に初代ブラッシー男爵トーマス・ブラッシーの娘マリー・アデレードと結婚し、彼女との間に以下の2子を儲ける。
- 第1子（長男）ジェラルド・フレデリック・フリーマン＝トーマス (1893-1914)：第一次世界大戦で戦死。
- 第2子（次男）イニゴ・ブラッシー・フリーマン・トーマス（英語版）（1899-1979）：第2代ウィリングドン侯爵位を継承